# Lompnes
Lompnes era una comuna francesa que estaba situada en el departamento de Ain, de la región de Auvernia-Ródano-Alpes, que en 1942 se fusionó con la comuna de Hauteville, formando la comuna de Hauteville-Lompnes.

## Demografía
| Gráfica de evolución demográfica de Lompnes entre 1800 y 1936 |
|                                                               |

Los datos demográficos contemplados en este gráfico se han cogido de la página francesa EHESS/Cassini.